# 関めぐみ
関 めぐみ（せき めぐみ、1985年9月8日 - ）は、日本の女優。
神奈川県出身。スターダストプロモーション所属。多摩大学目黒高等学校卒業。

## 略歴
- 2004年4月 - 『爽健美茶 緑茶ブレンド』のCMでデビュー。
- 2005年3月 - 映画『恋は五・七・五!』により、主演デビュー。
- 2009年、ハリウッド映画『DRAGONBALL EVOLUTION』に出演しハリウッドデビュー。

## 人物
- 高校時代に20以上のモデル・芸能事務所からスカウトが来たものの、父の「自分の容姿で稼ぐのは努力を必要としない」との考えから、スーパーのレジ打ちのアルバイトに励んだ。プロフィールの「特技」欄にも「レジ打ち」がある。
- 好きな芸能人は加藤浩次で、好きなミュージシャンはORANGE RANGE、憧れの人物はレネー・ゼルウィガー。好きな食べ物はイチゴ。
- 私生活では2016年6月に一般人男性と結婚したが、2019年までに離婚した[3]。

## 出演

### テレビドラマ
- がんばっていきまっしょい（2005年7月5日 - 9月13日、関西テレビ） - 田中ちえみ 役
- 青春★ENERGY もうひとつのシュガー&スパイス 第2話 離ればなれのシュガー（2006年9月6日、フジテレビ） - 主演・中山まどか 役
- ミュードラ MUSIC+DRAMA 春日和（2007年6月、フジテレビ721） - 冬美 役
- 土曜ドラマ ライフ（2007年6月 - 9月、フジテレビ） - 羽鳥未来 役
- 土曜ドラマ フライトパニック（2007年10月20日、フジテレビ） - 紀藤由菜 役
- 土曜プレミアム 愛馬物語（2008年5月3日、フジテレビ） - 野添美紀 役
- 木曜劇場 素直になれなくて (2010年4月15日 - 6月24日、フジテレビ） - 西村光（ピーち） 役
- 木曜ミステリーシアター 四つ葉神社ウラ稼業 失恋保険〜告らせ屋〜 第5話（2011年5月5日、読売テレビ） - 水野香菜恵 役
- ピースボート -Piece Vote-（2011年7月 - 9月、日本テレビ） - 皆川紗耶 役
- ハイビジョン特集ドラマ 生むと生まれるそれからのこと（2011年8月27日、NHK BSプレミアム） - 森聡美 役
- 鍵のかかった部屋 第5話（2012年5月14日、フジテレビ） - 飯倉加奈 役
- 東野圭吾ミステリーズ 第2話「犯人のいない殺人の夜」（2012年7月12日、フジテレビ） - 河合雅美 役
- ドラマチック・サンデー dinner (2013年1月13日 - 3月24日、フジテレビ系） - 武藤はづき 役
- 相棒 season11 第17話（2013年2月27日、テレビ朝日） - 小田切亜紀 役
- お先にどうぞ 第3話 シウマイ弁当篇（2013年9月1日、WOWOW） - 大石伊代 役
- 木曜劇場 Oh,My Dad!! 第10話（2013年9月12日、フジテレビ） - 樋口麻衣 役
- よろず占い処 陰陽屋へようこそ 第4話（2013年10月29日、関西テレビ） - 細川季実子 役
- Friend-Ship Project 第11弾 〜15年目の同窓会〜（2014年2月3日 - 17日、テレビ東京） - 赤松佳奈 役
- 水曜ドラマ ST 赤と白の捜査ファイル 第7話（2014年8月27日、日本テレビ） - 福島玲子 役
- ドラマ10 全力離婚相談（2015年1月6日 - 2月17日、NHK総合テレビ） - 杉浦千賀子 役
- プレミアムドラマ リキッド〜鬼の酒 奇跡の蔵〜（2015年4月12日 - 26日、NHK BSプレミアム） - 清水真衣加 役
- デスノート（2015年7月5日 - 9月13日、日本テレビ） - 日村章子 役
- ヒガンバナ〜警視庁捜査七課〜 第1話（2016年1月13日、日本テレビ） - 長谷村千鶴 役
- 人は見た目が100パーセント（2017年4月13日 - 6月15日、フジテレビ） - 矢部奈緒子 役
- 岐阜にイジュー! 第7話（2017年6月5日、メ〜テレ） - 宇野沙織 役
- FINAL CUT 第3話（2018年1月23日、フジテレビ） - 沢渡 役
- 連続ドラマW「バイバイ、ブラックバード」 第5話（2018年3月17日、WOWOW） - 有須睦子 役[4]
- Missデビル 人事の悪魔・椿眞子 第9話（2018年6月9日、日本テレビ） - 宮田智子 役
- 刑事7人 第4シリーズ 第1話・2話（2018年7月11日・18日、テレビ朝日） - 高野みさき 役
- SUITS/スーツ 第2話（2018年10月15日、フジテレビ） - 河瀬今日子 役
- トレース〜科捜研の男〜 第2話（2019年1月14日、フジテレビ） - 真田有里 役
- 世にも奇妙な物語 '20夏の特別編 「しみ」（2020年7月11日、フジテレビ） - 謎の女 役
- 連続テレビ小説 エール（2020年3月30日 - 11月27日、NHK） - 三上多美子 役
- 書けないッ!?〜脚本家 吉丸圭佑の筋書きのない生活〜（2021年1月16日 - 3月13日、テレビ朝日） - 涌本彩子 役
- ミステリと言う勿れ 最終話（2022年3月28日、フジテレビ） - 美樹谷紘子 役
- 特捜9 season5 第4話（2022年4月27日、テレビ朝日） - 小田弥生 役
- 日曜劇場 オールドルーキー 第2話（2022年7月3日、TBSテレビ） - 女医 役
- DIY!! -どぅー・いっと・ゆあせるふ- 第7話（2023年8月16日、毎日放送・TBSテレビ) - 板野真夏 役
- 月9 366日 第5話（2024年5月6日、フジテレビ系） - 理学療法士 役[5]
- 全領域異常解決室 第6話（2024年11月13日、フジテレビ） - 犬塚真澄（八百比丘尼） 役[6]

### 映画
- 恋は五・七・五!（2005年3月26日公開） - 主演・高山治子 役
- 8月のクリスマス（2005年9月23日公開） - ヒロイン・高橋由紀子 役
- 笑う大天使（ミカエル）（2006年7月15日公開） - 斎木和音 役
- ハチミツとクローバー（2006年7月22日公開） - 山田あゆみ 役
- 素敵な夜、ボクにください（2007年2月24日公開） - 木村ひかり 役
- アヒルと鴨のコインロッカー（2007年6月23日公開） - ヒロイン・琴美 役
- 彩恋 SAI-REN（2007年8月4日公開） - 主演・紺野奈都（ナツ） 役
- 包帯クラブ（2007年9月15日公開） - 本橋阿花里（テンポ） 役
- 未来予想図 〜ア・イ・シ・テ・ルのサイン〜（2007年10月6日公開） - 村本美樹 役
- ネガティブハッピー・チェーンソーエッヂ（2008年1月19日公開） - ヒロイン・雪崎絵里 役
- トワイライトシンドローム デッドクルーズ（2008年8月2日公開） - 主演・春香 役
- DRAGONBALL EVOLUTION（2009年3月13日公開） - 物語のカギを握る巫女 役
- ライアーゲーム ザ・ファイナルステージ（2010年3月6日公開） - 武田ユキナ 役
- 必死剣鳥刺し（2010年7月10日公開） - 連子 役
- ぼくが処刑される未来（2012年11月23日公開） - 生方紗和子 役
- 相棒シリーズ X DAY（2013年3月23日公開） - 小田切亜紀 役
- 県庁おもてなし課（2013年5月11日公開） - 清遠佐和 役
- 迷宮カフェ（2015年3月7日公開） - 主演・マリコ 役
- 案山子とラケット 〜亜季と珠子の夏休み〜（2015年4月4日公開） - 小田切美里 役
- 寄生獣 完結編（2015年4月25日公開）
- FUNNY BUNNY（2021年4月29日、FUNNY BUNNY製作委員会） - 服部茜 役[7]

### ラジオ
- 円都通信 ラジオドラマ 虹の女神（2005年、TOKYO-FM） - 麻倉今日子 役

### CM
- 日本コカ・コーラ 爽健美茶 緑茶ブレンド『茶葉のじゅうたん篇』（2004年4月28日 - ）
- コーセー ホワイティスト 青のホワイティスト（2005年）
- リクルート フロム・エー（日本テレビ）
  - 『夢のトランク 第一話 Accident』（2006年9月11日）
  - 『夢のトランク 第二話 Achieve』（2006年9月12日）
  - 『夢のトランク 第三話 Awake』（2006年9月13日）
  - 『夢のトランク 第四話 Answer』（2006年9月14日）
- エイブル 『ティザー』篇（2007年1月4日 - ）
- ポッカコーポレーション キレートレモン
  - 『足りてる？徹夜篇』（2007年3月17日 - 4月27日）
  - 『足りてる？マウス篇』（2007年3月17日 - 4月27日）
  - 『ホッチキス篇』（2007年10月1日 - ）
- 東京ガス ガス・パッ・チョ！ ※妻夫木聡と共演
  - 『エコウィル・ロボット』篇（2008年3月22日 - 2010年3月20日）
  - 『ミスティ・ロボット』篇（2008年10月11日 - 2009年10月9日）
  - 『床暖房・ロボット』篇（2008年12月20日 - 2009年12月18日）
- ツムラライフサイエンス ソフレ『ソフレお肌相談室篇』（2008年10月25日 - ）
- 大正製薬 アルフェネオ
  - （2009年1月16日 - ）
  - （2009年8月 - ）
- LUMINE ポスター 「春のトレンド」（2009年）
- FIELDS モバスロ（2010年12月31日 - ）
- アクサダイレクト 「子育て応援割引」篇（2021年8月23日 - ）

### PV
- 山崎まさよし 「8月のクリスマス」（2005年）
- KREVA 「イッサイガッサイ」（2005年）
- GReeeeN 「BE FREE/涙空」（2008年）
- ORANGE RANGE 「シアワセネイロ」（2008年）
- 槇原敬之 「君の後ろ姿」（2008年）

### Web
- OCNゲーム【電脳世記マガジンOG】 - ウェイバックマシン（2006年12月21日アーカイブ分） 人生号
  - 初詣姿のグラビア＆インタビュー
- OCN無料動画番組 Talking Japan Vol.072（2007年10月 - ）
- ORICON STYLE 美的★WOMAN JOURNAL Vol.04（2008年4月 - ）

### ネット配信
- ミュードラ MUSIC+DRAMA 春日和（2007年4月 - 、FUJIPACIFIC MUSIC） - 冬美 役
- ケータイ恋愛ドラマ 100シーンの恋 Vol.2 第1話 終わらない夢を、君と 〜バスケ編〜（2008年5月 - ）
- ブリザード（2011年7月 - 、BeeTV） - 長谷川すみれ 役

### 舞台
- コントと音楽 vol.01「振り返れない。」（2019年12月6日 - 8日）
- コントと音楽 vol.02 「他人関係」（2020年9月9日 - 14日）
- コントと音楽 vol.04 「今度こそ、愛だ」（2022年9月16日 - 25日公演予定、コットンクラブ ）[8]

## 受賞歴
- 第60回毎日映画コンクールスポニチグランプリ新人賞（『恋は五・七・五!』『8月のクリスマス』）